# 屍控奇幻旅程
是一部2016年美國喜劇冒險劇情片，由丹尼爾·舒奈特與丹尼爾·關執導和編劇。電影由保羅·迪諾、丹尼爾·雷德克里夫和瑪麗·伊莉莎白·文斯蒂德主演。該片於2016年1月22日的日舞影展上作全球首映，並於2016年6月24日開始在美國作有限上映，其後於7月1日作廣泛上映。電影由A24負責發行。
電影中，迪諾飾演的漢克·湯普森是個在荒島上迷路後試圖自殺的人，當他看見由域基夫所飾演的屍體被海浪沖上岸後，讓漢克燃起求生意志。他跟那屍體發展出一段友誼，並發現自己可以如瑞士軍刀般操縱著那屍體。

## 劇情
故事敘述一名被困於荒島上的年青人漢克（保羅·迪諾 飾）正在自殺的邊緣，但是他發現一具男性屍體（丹尼爾·雷德克里夫 飾）被沖到了岸上後試圖使他復甦，然而該屍體的不斷脹氣使他感到困惑。隨著海浪開始將屍體沖走，漢克（Hank）看著它在水面上以放屁來推動自己飛來飛去。漢克立即騎上屍體並像摩托艇一樣橫渡大海，並登陸另一大陸海岸上，但遠離文明世界。當晚，他們二人因一場暴雨而躲在山洞裡，徑流倒入屍體的嘴裡之後，漢克在第二天早上意識到那屍體還有另一種力量：它能夠像井口一樣泵出看似無限的飲用水來源。那屍體也開始緩慢過渡到能夠像活人般活動和說出英語單詞，並得知其名為曼尼。漢克和曼尼以他們發現的女性泳裝雜誌助興來使曼尼勃起來作為指南針，繼續他們的探索。曼尼已忘掉了他前生的一切，漢克於是嘗試教他各種有關生命的概念，然而曼尼對這些概念的童稚和無恥的解釋跟漢克認知社會上可接受的行為互有衝突。
在他們的旅途中，漢克利用粗略構造的道具和他們發現的植物和垃圾製成的布景來教導曼尼外出用餐、看電影和開派對的樂趣，利用這些東西，漢克引領曼尼相信自己愛上了一個每天獨自坐公車，名字叫莎拉（瑪麗·伊莉莎白·文斯蒂德 飾）的女人。曼尼愛上了莎拉，正是這種愛促使他嘗試跟漢克一起尋找文明的地方。現實中，漢克非常鍾情於莎拉，每天都跟她在公車上見面，卻由於他自己的害羞而從未跟她交談。他有一張偷偷拍下的莎拉在公車上照片作為手機上的壁紙，並在社交媒體上關注她。當他翻閱她的照片時，發現莎拉已婚並育有一孩。
漢克假扮莎拉來幫助曼尼來學習如何與女性交談，但最終他們還是彼此接吻起來。在漢克透露曼尼一生中從未認識莎拉之後，他們陷入了混亂。曼尼感到對漢克的虛偽和自我克制，因而感到被背叛，他希望自己能再次徹底死亡。此時，漢克經歷了超現實影像的奇怪心理閃光，回想起了自己的旅程，並暗示著曼尼的力量之一—就是影響他的思想。儘管他們之間存在著關係的緊張，但是當漢克遭到熊的襲擊時，曼尼還是第一次依靠自己的力量行動，在其受傷的朋友之後爬行，並以他的屁點燃篝火把熊嚇走了。漢克失去了知覺，後來曼尼帶他到莎拉的家，儘管漢克提出抗議但已經到了莎拉的後園。
莎拉在屋裡時，曼尼跟莎拉的女兒克里西聊天，他展示了他的幾種力量，希望她能留下深刻的印象，卻不經意地因他的指南針而嚇壞了她，漢克很快拍了下來。莎拉因女兒的哭聲而警覺起來，並在漢克和再次失去生命的屍體曼尼的視線中報警。漢克很快得到了修補，但是警察發現莎拉在手機上的照片並變得可疑。漢克的父親也來到了，當醫護人員要求確認其身份時，他卻把曼尼的屍體誤認為漢克。漢克在接受當地電視台新聞的採訪後，瘋狂地宣揚他對曼尼的感激之情和他的神奇力量，並跑到曼尼的屍體，並背起他跑了。追隨漢克的人發現到他所建造東西的結構，這實際上似乎跟莎拉的房子很接近，就像是他已在那裡一段時間而不是穿越森林。警察，莎拉與她的丈夫和女兒，一名記者，一名攝影師和漢克的父親都跟著他的步伐來到海灘。漢克的情緒陷入困境，漢克被警察帶走時發出長長的屁。不久後，所有人都驚呆了。在曼尼的腸胃氣脹的推動下，他的屍體開始猛烈地放屁，直到他漂浮回大海並迅速滑走，發展出超現實友誼的漢克和曼尼分享了最後的微笑。

## 演員
- 保羅·迪諾 飾 漢克·湯普森（Hank Thompson）[2]
- 丹尼爾·雷德克里夫 飾 曼尼（Manny）[2]
- 瑪麗·伊莉莎白·文斯蒂德 飾 莎拉（Sarah）[2]
- 提摩西·尤利其 飾 普雷斯頓（Preston）
- 瑪麗卡·卡斯蒂爾 飾 記者
- 李察·葛羅斯 飾 漢克的父親
- 安東尼·里韋羅 飾 克利希（Chrissy）
- 亞倫·馬歇爾 飾 警官
- 安迪·赫爾 飾 帶相機的人

## 製作
2015年6月29日，保羅·迪諾、丹尼爾·雷德克里夫和瑪麗·伊莉莎白·文斯蒂德加入電影擔任主演。正式拍攝於2015年7月14日開始進行，直至2015年8月7日結束。

## 發行
電影於2016年1月22日在日舞影展上首映。2016年1月30日，該片被A24收購獲得在美國的發行權。原定於2016年6月17日在美國上映，但一個星期後改至6月24日。A24還收購了全球的發行權，並獲得了國外的合作電影發行商。

## 反響
電影在日舞影展上首映時獲得褒貶不一的評價，甚至許多觀眾提前離席。爛番茄新鮮度67%，平均得分6.5／10。Metacritic得分64，正評居多。

## 榮譽
- 日舞影展
  - 美國劇情類最佳導演獎：丹尼爾·舒奈特與丹尼爾·關[14]
- 2016年哥譚獨立電影獎
  - 提名-賓漢姆雷年度突破導演：丹尼爾·舒奈特與丹尼爾·關

## 外部連結
- 互联网电影数据库（IMDb）上《屍控奇幻旅程》的资料（英文）
- Box Office Mojo上《屍控奇幻旅程》的資料（英文）
- 豆瓣电影上《屍控奇幻旅程》的資料 （简体中文）